# Maria Skrafnaki

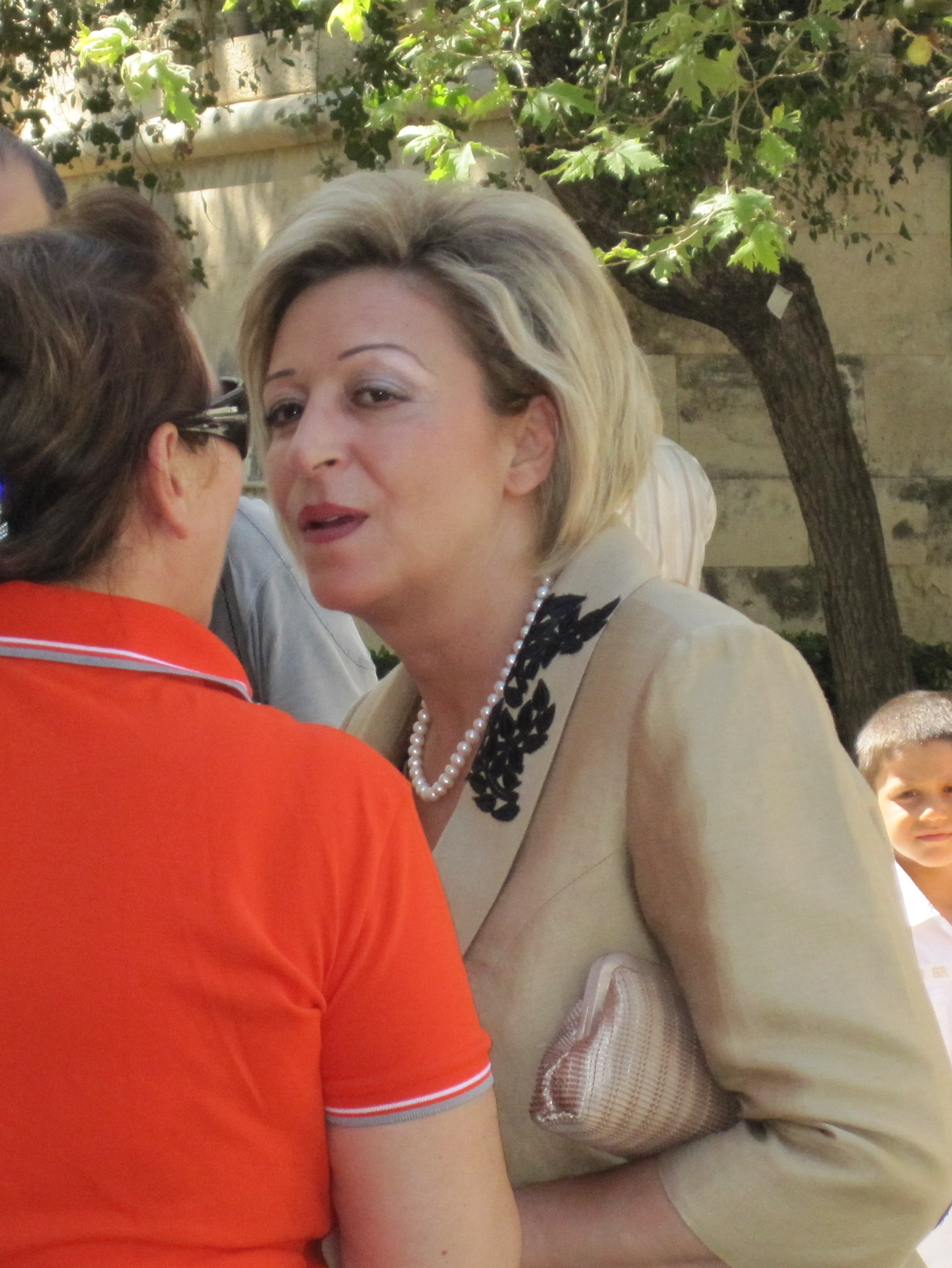
Maria Skrafnaki

Maria Skrafnaki (griechisch Μαρία Σκραφνάκη, * 9. Dezember 1960 in Voutes / heute Iraklio) ist eine griechische Politikerin.
Skrafnaki studierte Rechtswissenschaft an der Universität Athen. Sie war seit 1987 als Rechtsanwältin in Iraklio tätig.
Maria Skrafnaki gehört der sozialdemokratischen PASOK an. Sie war 1980 bis 1991 Gemeindevorsteherin ihrer Heimatgemeinde Voutes, seit 1993 auch Vorsitzende der Wasserverwaltungsgemeinschaft Malevyzio; 1999 bis 2001 war sie als Vizebürgermeisterin von Iraklio zuständig für öffentliche Arbeiten, Wohnungs- und Städtebau. Danach amtierte sie bis 2004 als Generalsekretärin der Verwaltungsregion Westmakedonien.
Bei den griechischen Parlamentswahlen im September 2007 wurde sie als Abgeordnete von Iraklio in das Griechische Parlament gewählt, bei den Parlamentswahlen im Oktober 2009   wiedergewählt.
Maria Skrafnaki ist verheiratet und hat zwei Kinder.